# Jean-Luc Albert
Pour les articles homonymes, voir Albert.
Pas d'image ? Cliquez ici

a Compétitions nationales et continentales officielles uniquement.

Jean-Luc Albert, né le 28 mars 1966, est un joueur français et entraîneur de rugby à XIII reconverti préparateur physique de rugby à XV. Après une carrière sportive à Villeneuve-sur-Lot, il devient entraîneur de ce dernier après le passage de David Ellis et à un moment en binôme avec Grant Doorey. Il remporte avec Villeneuve-sur-Lot quatre titres de Championnat de France (1999, 2001, 2002 et 2003) et quatre titres de Coupe de France (1999, 2000, 2002 et 2003). Il décide ensuite de rejoindre les clubs de rugby à XV en tant que préparateur physique l'amenant à s'occuper de Colomiers, l'Aviron bayonnais puis de la Section paloise.

## Biographie sommaire
Ses fils, Lilian Albert et Evan Albert, pratiquent également le rugby à XIII et le rugby à XV.

## Palmarès

### En tant qu'entraîneur
- Collectif
  - Vainqueur du Championnat de France : 1999, 2001, 2002 et 2003 (Villeneuve-sur-Lot).
  - Vainqueur de la Coupe de France : 1999, 2000, 2002 et 2003 (Villeneuve-sur-Lot).